# Лига 1 (Шотландия)
Шотландская Лига 1 (англ. Scottish League One) — третий уровень Шотландской профессиональной футбольной лиги, основанной в 2013 году, слиянием Шотландской Премьер-лиги и Футбольной Лиги Шотландии. Эквивалент бывшего Второго дивизиона ШФЛ.

## Формат соревнования
Лига состоит из 10 команд, которые играют между собой по 4 раза (2 дома и 2 на выезде). Команды получают 3 очка за победу и 1 очко за ничью. В случае поражения баллы не начисляются. В случае, когда несколько команд набрали одинаковое количество очков учитывается сначала разница забитых и пропущенных мячей, а затем количество забитых мячей. В конце каждого сезона клуб с наибольшим количеством очков объявляется победителем первенства. Если количество набранных очков в нескольких команд равное, то разница мячей, а затем (при одинаковой разности) количество забитич мячей определяют победителя. Команда, занявшая первое место по итогам сезона напрямую попадает в Чемпионшип. В то же время команда, которая занимает десятое место, автоматически оказывается в Лиге 2. Клубы, занявшие второе, третье, четвёртое, а также команда, занявшая девятое место, играют в плей-офф за право выступать в Чемпионшипе или возможность остаться в Первой лиге соответственно.

## Команды лиги в сезоне 2023/24
Клуб играл в прошлом сезоне в Чемпионшипе Клуб играл в прошлом сезоне в Первой лиге Клуб играл в прошлом сезоне во Второй лиге
| Команда              | Город     | Стадион (Вместимость)   | Главный тренер | Место в прошлом сезоне | Первый сезон на третьем уровне | Последняя победа на третьем уровне |
| -------------------- | --------- | ----------------------- | -------------- | ---------------------- | ------------------------------ | ---------------------------------- |
| Алло Атлетик         | Аллоа     | Рекреаэйшн Парк (3100)  | Брайан Райс    | 4                      | 1975/76                        | —                                  |
| Аннан Атлетик        | Аннан     | Галабанк (2504)         | Питер Мёрфи    | 3                      | 2023/24                        | —                                  |
| Гамильтон Академикал | Гамильтон | Нью Дуглас Парк (6018)  | Джон Ранкин    | 9                      | 1996/97                        | —                                  |
| Келти Хартс          | Файф      | Нью Централ Парк (2181) | Майкл Тидсер   | 8                      | 2022/23                        | —                                  |
| Коув Рейнджерс       | Абердин   | Балморал (3023)         | Пол Хартли     | 10                     | 2020/21                        | 2021/22                            |
| Куин оф зе Саут      | Дамфрис   | Палмерстон Парк (8690)  | Марвин Бартли  | 5                      | 1923/24                        | 2012/13                            |
| Монтроуз             | Монтроуз  | Линкс Парк (4936)       | Стюарт Петри   | 7                      | 1923/24                        | 1984/85                            |
| Стирлинг Альбион     | Стирлинг  | Фортбанк (3808)         | Даррен Янг     | 1                      | 1946/47                        | 2009/10                            |
| Фалкирк              | Фолкерк   | Фолкерк Стадиум (7937)  | Джон Макглинн  | 2                      | 1977/78                        | 1979/80                            |
| Эдинбург             | Эдинбург  | Медоубанк (1280)        | Алан Майбери   | 6                      | 2022/23                        | —                                  |

## История
| Сезон   | Победитель         | Второе место       | Третье место   | Бомбардиры                                                            | Бомбардиры |
| Сезон   | Победитель         | Второе место       | Третье место   | Игрок                                                                 | Голы       |
| ------- | ------------------ | ------------------ | -------------- | --------------------------------------------------------------------- | ---------- |
| 2013/14 | Рейнджерс          | Данфермлин Атлетик | Странраер      | Майкл Моффат (Эйр Юнайтед)                                            | 26         |
| 2014/15 | Гринок Мортон      | Странраер          | Форфар Атлетик | Деклан МакМанус (Гринок Мортон)                                       | 20         |
| 2015/16 | Данфермлин Атлетик | Эйр Юнайтед        | Питерхед       | Файссаль Эль-Бахтауи (Данфермлин Атлетик) Рори МакАллистер (Питерхед) | 22         |
| 2016/17 | Ливингстон         | Аллоа Атлетик      | Эйрдрионианс   | Энди Райан (Эйрдрионианс)                                             | 23         |
| 2017/18 | Эйр Юнайтед        | Рэйт Роверс        | Аллоа Атлетик  | Лоуренс Шенкленд (Эйр Юнайтед)                                        | 26         |
| 2018/19 | Арброт             | Форфар Атлетик     | Рэйт Роверс    | Кевин Нисбет (Рэйт Роверс)                                            | 30         |
| 2019/20 | Рэйт Роверс        | Фалкирк            | Эйрдрионианс   | Дэвид Гудвилли (Клайд)                                                | 20         |
| 2020/21 | Партик Тисл        | Эйрдрионианс       | Коув Рейнджерс | Митчел Меггинсон (Коув Рейнджерс)                                     | 14         |
| 2021/22 | Коув Рейнджерс     | Эйрдрионианс       | Монтроуз       | Митчел Меггинсон (Коув Рейнджерс)                                     | 18         |
| 2022/23 | Данфермлин Атлетик | Фалкирк            | Эйрдрионианс   | Каллум Галлахер (Эйрдрионианс) Руари Патон (Куин оф зе Саут)          | 22         |

Источник: Championship archive

## Индивидуальные награды
| Сезон   | Тренер года                 | Игрок года (ШПФЛ)            | Игрок года (ПФА)               |
| ------- | --------------------------- | ---------------------------- | ------------------------------ |
| 2022/23 | Джеймс Макпейк (Данфермлин) | Кайл Бенедиктус (Данфермлин) | Каллум Галлахер (Эйрдрионианс) |

## Рекорды

### Командные
- Самая крупная домашняя победа: 8-0 — "Рейнджерс против «Стенхаусмюр», 28 сентября 2013 г.[10]
- Самая крупная выездная победа: 0-6 — «Рейнджерс» против «Эйрдриониас», 23 августа 2013 г. и «Эдинбург» против «Эйрдрионианс» 6 сентября 2022 г.[10]
- Самый результативный матч: 4-5 — «Стенхаусмюр» против «Данфермлин Атлетик» 24 августа 2013 г., «Стенхаусмюр» против «Стирлинг Альбион» 23 августа 2014 г., «Альбион Роверс» против «Истф Файф» 14 октября 2017 г., 3-6 — «Эр Юнайтед» против «Странраер» 13 ноября 2013 г.[10]
- Наибольшее количество очков за сезон: 102 — «Рейнджерс» в сезоне 2013/14[11]
- Наименьшее количество очков за сезон: 16 — «Питерхед» в сезоне 2022/23[11]
- Наибольшее количество голов за сезон: 106 — «Рейнджерс» в сезоне 2013/14[11]
- Наименьшее количество голов за сезон: 19 — «Питерхед» в сезоне 2022/23[11]
- Наибольшее количество пропущенных голов за сезон: 84 — «Стирлинг Альбион» в сезоне 2014/15 и «Питерхед» в сезоне 2022/23[11]
- Наименьшее количество пропущенных голов за сезон: 18 — «Рейнджерс» в сезоне 2013/14[11]
- Самая высокая посещаемость: 46093 — «Рейнджерс» против «Странраер» 26 декабря 2013 г.[10]
- Самая низкая посещаемость: 102 — «Ист Файф» против «Фалкирка» 22 января 2022 г.[10]
- Наибольшая средняя посещаемость матчей: 5619 в сезоне 2013/14[12]
- Больше всего матчей в лиге: 338 — «Эйрдрионианс»[13]

### Индивидуальные
В данный момент играет в лиге
|   | Игрок            | Команды                                                             | Матчи |
| - | ---------------- | ------------------------------------------------------------------- | ----- |
| 1 | Райан Уоллес     | «Данфермлин», «Альбион Роверс», «Странраер», «Арброт», «Ист Файф»   | 198   |
| 2 | Рори Макаллистер | «Питерхед», «Коув Рейнджерс», «Монтроз»                             | 196   |
| 3 | Денни Денхолм    | «Форфар», «Арброт», «Ист Файф»                                      | 193   |
| 4 | Джейми Бейн      | «Эйрдрионианс», «Форфар», «Клайд»                                   | 184   |
| 5 | Девид Хаттон     | «Ист Файф», «Данфермлин», «Арброт», «Эйрдрионианс», «Аллоа Атлетик» | 181   |

Источник: Transfermarkt
|   | Игрок            | Команды                                                           | Голы |
| - | ---------------- | ----------------------------------------------------------------- | ---- |
| 1 | Рори Макаллистер | «Питерхед», «Коув Рейнджерс», «Монтроз»                           | 80   |
| 2 | Каллум Галлахер  | «Рейнджерс», «Дамбартон», «Эйрдрионианс»                          | 67   |
| 3 | Райан Уоллес     | «Данфермлин», «Альбион Роверс», «Странраер», «Арброт», «Ист Файф» | 58   |
| 4 | Майкл Моффат     | «Данфермлин», «Эр Юнайтед»                                        | 54   |
| 6 | Алан Траутен     | «Брикин Сити», «Эр Юнайтед», «Альбион Роверс», «Аллоа Атлетик»    | 51   |

Источник: Transfermarkt